# Konšćica
Konšćica is een plaats in de gemeente Samobor in de Kroatische provincie Zagreb. De plaats telt 287 inwoners (2001).